# Błażej Halski
Błażej Halski, pseud. Kurde Komisarz (ur. ok. 1978, zm. 13 maja 2021) – polski gitarzysta, członek zespołów The Analogs i Vespa.
W latach 2001–2002 był gitarzystą grupy punk rockowej The Analogs z którą nagrał albumy Blask szminki (2001) i Trucizna (2002). Był też członkiem zespołu Vespa z którym nagrał między innymi utwór To miasto i jako saksofonista pojawił się na płycie Bujaj Się. Wraz z grupą Anti Dread nagrał również album 14 seksistowskich piosenek (2003). Jako saksofonista pojawił się także na albumie Not So Fast pt. Street X.
Zmarł 13 maja 2021 pod długiej chorobie.